# Emden (Schiff, 1917)
Die Emden war ein Kleiner Kreuzer der Kaiserlichen Marine. Er wurde ursprünglich als Ersatz für den Kleinen Kreuzer Nymphe in Auftrag gegeben. Benannt wurde er schließlich nach seinem bekannten Vorgänger, der am 9. November 1914 bei den Kokosinseln verlorenging.

## Dienstzeit
Das Schiff wurde bereits vor dem Ersten Weltkrieg bei der Bremer Werft AG Weser in Auftrag gegeben. Der Stapellauf fand am 1. Februar 1916 ohne große Feierlichkeiten statt.
Im Gegensatz zur ersten Emden trug dieses Schiff nicht nur das Stadtwappen Emdens am Bug, sondern zusätzlich auch das Eiserne Kreuz. Kaiser Wilhelm II. hatte im November 1914 befohlen, dass der nächste neue deutsche Kreuzer eben diesen Namen sowie die beiden Eisernen Kreuze am Bug zu führen habe.
Die zweite Emden war von vornherein als Führungskreuzer der Torpedoboote vorgesehen.
Nach dem Abschluss aller Erprobungen war die Emden am 12. März 1917 einsatzbereit. Als Flaggschiff des II. Führers der Torpedoboote, Kapitän zur See Paul Heinrich, war sie im Vorposten- und Sicherungsdienst im Einsatz. Am 26. August 1917 verlegte die Emden in die Ostsee. Von September bis November 1917 unterstützte sie, zusammen mit dem Großlinienschiff Bayern, beim Unternehmen Albion, einer Landungsoperation im Bereich des Baltikum. Am 11. Dezember 1917 folgte ein Vorstoß zur Doggerbank.
Im Jahr 1918 nahm der Kreuzer an nahezu allen Flottenoperationen in der Nordsee teil. Er war vor Norwegen, im Skagerrak und im Ärmelkanal im Einsatz, wurde in viele Gefechte verwickelt, blieb aber von Verlusten verschont. Anfang Oktober 1918 erlebte die Emden ihren letzten aktiven Einsatz als Führerschiff des Befehlshabers der Torpedoboote. Es handelte sich dabei um die Sicherung der Torpedo- und U-Boote, welche aus den geräumten Stützpunkten in Flandern zurückkehrten.

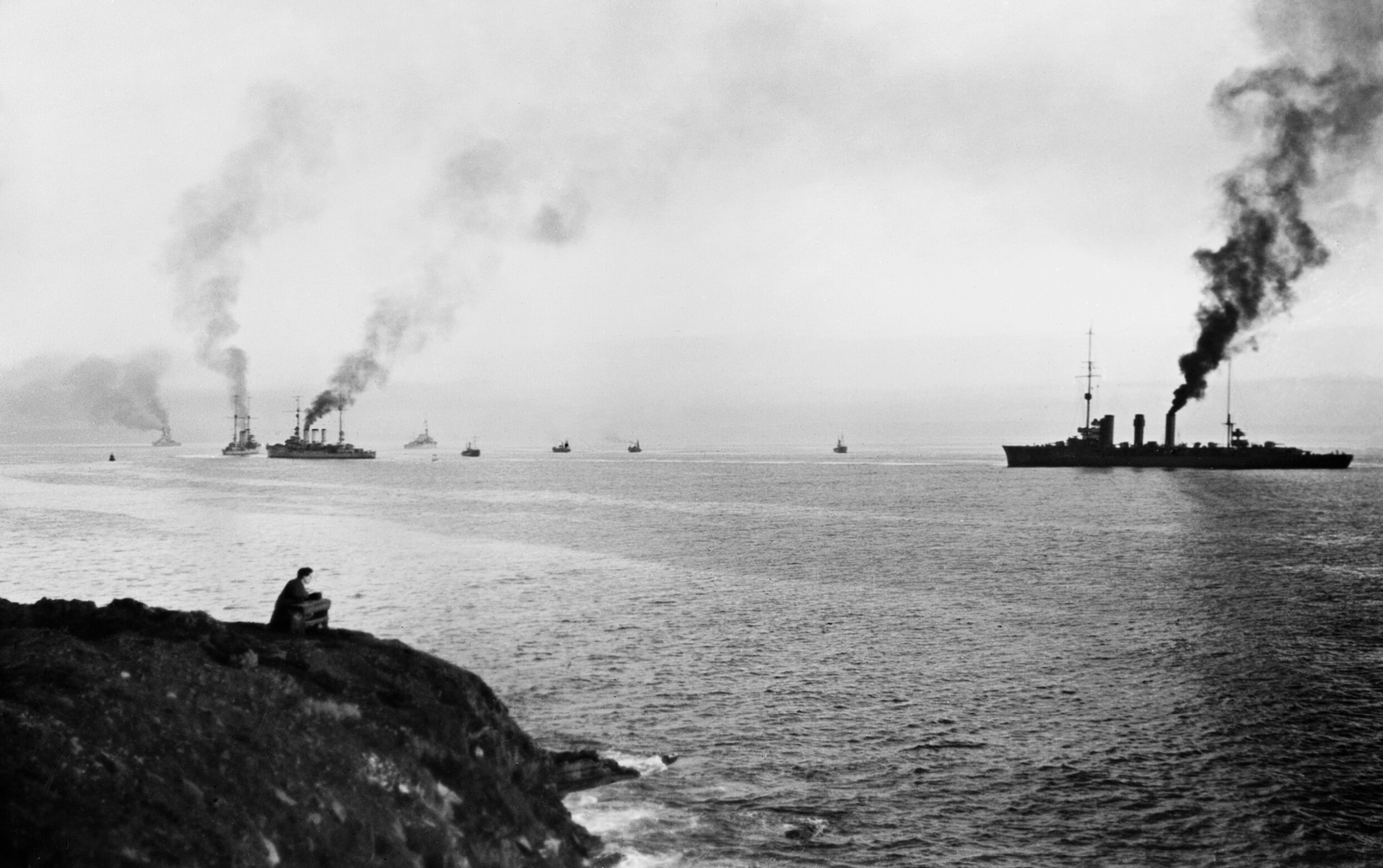
Die Emden in Scapa Flow, 24. November 1918

Die nach dem Kriegsende geschlossenen Waffenstillstandsvereinbarungen verlangten die Auslieferung der kaiserlichen Hochseeflotte. Hierauf traten am 19. November 1918 insgesamt 74 Schiffe, darunter auch der Kleine Kreuzer Emden, den Weg in die Internierung nach Scapa Flow an. Dort lagen die Schiffe monatelang untätig vor Anker. Die Unruhen bei den Besatzungen nahmen zu. Der Befehlshaber der internierten Schiffe, Konteradmiral Ludwig von Reuter, verlegte daraufhin am 25. März 1919 sein Hauptquartier vom Schlachtschiff Friedrich der Große auf die Emden, womit diese zum Flaggschiff des Internierungsverbandes wurde.
Am 21. Juni 1919 um 11:00 Uhr gab von Reuter den Befehl zur Selbstversenkung der gesamten Flotte. Auf der Emden wurde die Versenkung erst nach allen anderen Schiffen eingeleitet. Da der Kreuzer außerdem dicht unter der Küste von Mainland ankerte, gelang es den Briten, ihn auf Grund zu setzen. Ein Versuch, das zu verhindern, misslang. Im Anschluss daran wurde die Emden abgedichtet und nach Rosyth geschleppt. Am 11. März 1920 wurde sie der französischen Kriegsmarine zugesprochen, die das Schiff ab 1922 zu Sprengversuchen einsetzte. 1926 wurde es in Caen abgewrackt.

## Stellenbesetzung

### Kommandanten
| Dienstgrad       | Name              | Dienstzeit                   |
| ---------------- | ----------------- | ---------------------------- |
| Fregattenkapitän | Max Hagedorn      | Dezember 1916 – August 1917  |
| Fregattenkapitän | Ernst von Gagern  | August 1917 – August 1918    |
| Fregattenkapitän | Maximilian Becker | August 1918 – November 1918  |
| Kapitänleutnant  | Karl Eltze        | November 1918 – Februar 1919 |
| Kapitänleutnant  | Gustav Ehlers     | Februar 1919 – 21. Juni 1919 |

### Erste Offiziere
| Dienstgrad       | Name               | Dienstzeit                        |
| ---------------- | ------------------ | --------------------------------- |
| Korvettenkapitän | Walter Mechlenburg | Dezember 1916 – Juli 1917         |
| Korvettenkapitän | Paul Cleve         | Juli 1917 – Juli 1918             |
| Korvettenkapitän | Franz Claassen     | 02. Juli 1918 – 03. Dezember 1918 |